# Gasthof Hofwirt (Bad Reichenhall)

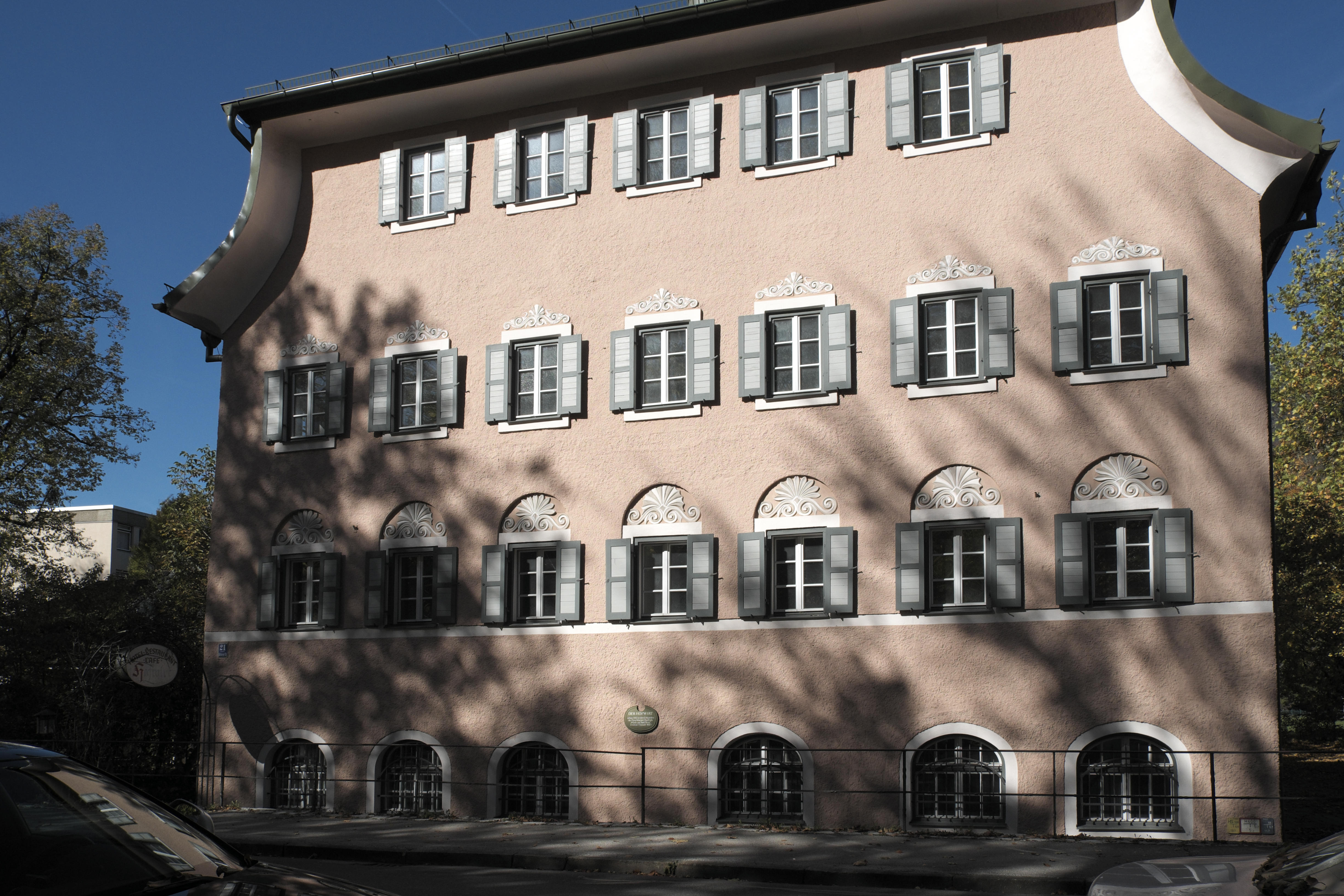
Gasthof Hofwirt in Bad Reichenhall

Der Gasthof Hofwirt ist denkmalgeschützter Gasthof an der Salzburger Straße in Bad Reichenhall im Landkreis Berchtesgadener Land. 
Der Gasthof in der Salzburger Straße 21 wird erstmals 1583 urkundlich erwähnt. Die Fassade des dreigeschossigen Baus mit Mansard-Walmdach stammt aus dem Jahr 1827. Neben dem Haus befindet sich ein Biergarten.
Der Gasthof wurde im Oktober 2012 geschlossen. Die Stadt Bad Reichenhall, die durch eine Erbschaft Eigentümer geworden war, hat die Liegenschaft 2013 öffentlich zum Kauf ausgeschrieben, mit der Auflage den historischen Gasthof weiter zu betreiben und für die umliegenden Flächen ein Hotel- oder Klinik-Konzept umzusetzen. Den Zuschlag erhielt ein örtlicher Bauträger.